# Olympische Sommerspiele 1964/Ringen – Griechisch-römischer Stil Bantamgewicht (Männer)
Das Ringen im griechisch-römischen Stil der Männer in der Klasse bis 57 kg bei den Olympischen Sommerspielen 1964 wurde vom 16. bis 19. Oktober in der Komazawa-Sporthalle ausgetragen.

## Wettkampfformat
Ein Ringer blieb so lange im Turnier, bis er mit sechs Minuspunkten belastet war. Sobald nur noch zwei oder drei Athleten übrig waren, wurde eine Finalrunde um die Medaillen ausgetragen.
Minuspunkte wurden wie folgt verteilt:
- 0: Schultersieg
- 1: Sieg nach Punktentscheidung
- 2: Unentschieden
- 3: Niederlage nach Punktentscheidung
- 4:  Niederlage durch Schultersieg des Gegners, Passivität, Verletzung

## Ergebnisse

### Runde 1
| Sieger              | Entscheidung        | Verlierer          |
| ------------------- | ------------------- | ------------------ |
| Fritz Stange        | Punktentscheidung   | Andy Fitch         |
| Masamitsu Ichiguchi | Schultersieg (9:56) | Nour Ullah Noor    |
| Michele Toma        | Punktentscheidung   | Tortillano Tumasis |
| János Varga         | Unentschieden       | Ion Cernea         |
| Bernard Knitter     | Punktentscheidung   | Siavash Shafizadeh |
| Jiří Švec           | Schultersieg (6:31) | Chang Yi-hyun      |
| Bishambar Singh     | Punktentscheidung   | Moisés López       |
| Wladlen Trostjanski | Punktentscheidung   | Ünver Beşergil     |
| Zwjatko Paschkulew  | Punktentscheidung   | Kamel El-Sayed     |

| Rang | Athlet              | Nation                        | Minuspunkte |
| Rang | Athlet              | Nation                        | R1          |
| ---- | ------------------- | ----------------------------- | ----------- |
| 1    | Masamitsu Ichiguchi | Japan                         | 0           |
| 1    | Jiří Švec           | Tschechoslowakei              | 0           |
| 3    | Bernard Knitter     | Polen                         | 1           |
| 3    | Zwjatko Paschkulew  | Bulgarien                     | 1           |
| 3    | Bishambar Singh     | Indien                        | 1           |
| 3    | Fritz Stange        | Gesamtdeutsche Mannschaft     | 1           |
| 3    | Michele Toma        | Italien                       | 1           |
| 3    | Wladlen Trostjanski | Sowjetunion                   | 1           |
| 9    | Ion Cernea          | Rumänien                      | 2           |
| 9    | János Varga         | Ungarn                        | 2           |
| 11   | Kamel El-Sayed      | Vereinigte Arabische Republik | 3           |
| 11   | Ünver Beşergil      | Türkei                        | 3           |
| 11   | Andy Fitch          | Vereinigte Staaten            | 3           |
| 11   | Moisés López        | Mexiko                        | 3           |
| 11   | Siavash Shafizadeh  | Iran                          | 3           |
| 16   | Chang Yi-hyun       | Südkorea                      | 4           |
| 16   | Nour Ullah Noor     | Afghanistan                   | 4           |
| 18   | Tortillano Tumasis  | Philippinen                   | 3*          |

- Tumasis trat zu den weiteren Runden nicht an.

### Runde 2
| Sieger              | Entscheidung        | Verlierer          |
| ------------------- | ------------------- | ------------------ |
| Andy Fitch          | Punktentscheidung   | Nour Ullah Noor    |
| Masamitsu Ichiguchi | Punktentscheidung   | Fritz Stange       |
| János Varga         | Punktentscheidung   | Michele Toma       |
| Ion Cernea          | Punktentscheidung   | Bernard Knitter    |
| Jiří Švec           | Schultersieg (1:22) | Siavash Shafizadeh |
| Ünver Beşergil      | Schultersieg (6:17) | Chang Yi-hyun      |
| Wladlen Trostjanski | Punktentscheidung   | Bishambar Singh    |
| Kamel El-Sayed      | Punktentscheidung   | Moisés López       |
| Zwjatko Paschkulew  | Freilos             |                    |

| Rang | Athlet              | Nation                        | Minuspunkte | Minuspunkte | Minuspunkte |
| Rang | Athlet              | Nation                        | R1          | R2          | Gesamt      |
| ---- | ------------------- | ----------------------------- | ----------- | ----------- | ----------- |
| 1    | Jiří Švec           | Tschechoslowakei              | 0           | 0           | 0           |
| 2    | Masamitsu Ichiguchi | Japan                         | 0           | 1           | 1           |
| 2    | Zwjatko Paschkulew  | Bulgarien                     | 1           | 0           | 1           |
| 4    | Wladlen Trostjanski | Sowjetunion                   | 1           | 1           | 2           |
| 5    | Ünver Beşergil      | Türkei                        | 3           | 0           | 3           |
| 5    | Ion Cernea          | Rumänien                      | 2           | 1           | 3           |
| 5    | János Varga         | Ungarn                        | 2           | 1           | 3           |
| 8    | Kamel El-Sayed      | Vereinigte Arabische Republik | 3           | 1           | 4           |
| 8    | Andy Fitch          | Vereinigte Staaten            | 3           | 1           | 4           |
| 8    | Bernard Knitter     | Polen                         | 1           | 3           | 4           |
| 8    | Bishambar Singh     | Indien                        | 1           | 3           | 4           |
| 8    | Fritz Stange        | Gesamtdeutsche Mannschaft     | 1           | 3           | 4           |
| 8    | Michele Toma        | Italien                       | 1           | 3           | 4           |
| 14   | Moisés López        | Mexiko                        | 3           | 3           | 6           |
| 15   | Nour Ullah Noor     | Afghanistan                   | 4           | 3           | 7           |
| 15   | Siavash Shafizadeh  | Iran                          | 3           | 4           | 7           |
| 17   | Chang Yi-hyun       | Südkorea                      | 4           | 4           | 8           |

### Runde 3
| Sieger              | Entscheidung        | Verlierer       |
| ------------------- | ------------------- | --------------- |
| Fritz Stange        | Schultersieg (9:19) | Michele Toma    |
| Masamitsu Ichiguchi | Punktentscheidung   | János Varga     |
| Ion Cernea          | Punktentscheidung   | Jiří Švec       |
| Wladlen Trostjanski | Punktentscheidung   | Bernard Knitter |
| Zwjatko Paschkulew  | Unentschieden       | Andy Fitch      |
| Ünver Beşergil      | Punktentscheidung   | Bishambar Singh |
| Kamel El-Sayed      | Freilos             |                 |

| Rang | Athlet              | Nation                        | Minuspunkte | Minuspunkte | Minuspunkte | Minuspunkte |
| Rang | Athlet              | Nation                        | R1          | R2          | R3          | Gesamt      |
| ---- | ------------------- | ----------------------------- | ----------- | ----------- | ----------- | ----------- |
| 1    | Masamitsu Ichiguchi | Japan                         | 0           | 1           | 1           | 2           |
| 2    | Zwjatko Paschkulew  | Bulgarien                     | 1           | 0           | 2           | 3           |
| 2    | Jiří Švec           | Tschechoslowakei              | 0           | 0           | 3           | 3           |
| 2    | Wladlen Trostjanski | Sowjetunion                   | 1           | 1           | 1           | 3           |
| 5    | Kamel El-Sayed      | Vereinigte Arabische Republik | 3           | 1           | 0           | 4           |
| 5    | Ünver Beşergil      | Türkei                        | 3           | 0           | 1           | 4           |
| 5    | Ion Cernea          | Rumänien                      | 2           | 1           | 1           | 4           |
| 5    | Fritz Stange        | Gesamtdeutsche Mannschaft     | 1           | 3           | 0           | 4           |
| 9    | Andy Fitch          | Vereinigte Staaten            | 3           | 1           | 2           | 6           |
| 9    | János Varga         | Ungarn                        | 2           | 1           | 3           | 6           |
| 11   | Bernard Knitter     | Polen                         | 1           | 3           | 3           | 7           |
| 11   | Bishambar Singh     | Indien                        | 1           | 3           | 3           | 7           |
| 13   | Michele Toma        | Italien                       | 1           | 3           | 4           | 8           |

### Runde 4
| Sieger              | Entscheidung      | Verlierer           |
| ------------------- | ----------------- | ------------------- |
| Kamel El-Sayed      | Unentschieden     | Fritz Stange        |
| Masamitsu Ichiguchi | Punktentscheidung | Zwjatko Paschkulew  |
| Ion Cernea          | Punktentscheidung | Ünver Beşergil      |
| Jiří Švec           | Unentschieden     | Wladlen Trostjanski |

| Rang | Athlet              | Nation                        | Minuspunkte | Minuspunkte | Minuspunkte | Minuspunkte | Minuspunkte |
| Rang | Athlet              | Nation                        | R1          | R2          | R3          | R4          | Gesamt      |
| ---- | ------------------- | ----------------------------- | ----------- | ----------- | ----------- | ----------- | ----------- |
| 1    | Masamitsu Ichiguchi | Japan                         | 0           | 1           | 1           | 1           | 3           |
| 2    | Ion Cernea          | Rumänien                      | 2           | 1           | 1           | 1           | 5           |
| 2    | Jiří Švec           | Tschechoslowakei              | 0           | 0           | 3           | 2           | 5           |
| 2    | Wladlen Trostjanski | Sowjetunion                   | 1           | 1           | 1           | 2           | 5           |
| 5    | Kamel El-Sayed      | Vereinigte Arabische Republik | 3           | 1           | 0           | 2           | 6           |
| 5    | Zwjatko Paschkulew  | Bulgarien                     | 1           | 0           | 2           | 3           | 6           |
| 5    | Fritz Stange        | Gesamtdeutsche Mannschaft     | 1           | 3           | 0           | 2           | 6           |
| 8    | Ünver Beşergil      | Türkei                        | 3           | 0           | 1           | 3           | 7           |

### Runde 5
| Sieger              | Entscheidung      | Verlierer  |
| ------------------- | ----------------- | ---------- |
| Masamitsu Ichiguchi | Punktentscheidung | Jiří Švec  |
| Wladlen Trostjanski | Punktentscheidung | Ion Cernea |

| Rang | Athlet              | Nation           | Minuspunkte | Minuspunkte | Minuspunkte | Minuspunkte | Minuspunkte | Minuspunkte |
| Rang | Athlet              | Nation           | R1          | R2          | R3          | R4          | R5          | Gesamt      |
| ---- | ------------------- | ---------------- | ----------- | ----------- | ----------- | ----------- | ----------- | ----------- |
| 1    | Masamitsu Ichiguchi | Japan            | 0           | 1           | 1           | 1           | 1           | 4           |
| 2    | Wladlen Trostjanski | Sowjetunion      | 1           | 1           | 1           | 2           | 1           | 6           |
| 3    | Ion Cernea          | Rumänien         | 2           | 1           | 1           | 1           | 3           | 8           |
| 4    | Jiří Švec           | Tschechoslowakei | 0           | 0           | 3           | 2           | 3           | 8           |

Bronze ging an Cernea, weil er den direkten Vergleich gegen Švec gewonnen hatte.